# Volea Liubînska, Iavoriv
Volea Liubînska (în ucraineană Воля Любинська) este un sat în comuna Sarnî din raionul Iavoriv, regiunea Liov, Ucraina.

## Demografie
Componența lingvistică a localității Volea Liubînska
     Ucraineană (100%)
Conform recensământului din 2001, toată populația localității Volea Liubînska era vorbitoare de ucraineană (100%).